# 李宗泗
李宗泗（1449年—1508年），字希顏，四川成都府彭縣人，民籍，明朝政治人物。

## 生平
四川鄉試第五十七名舉人。成化十七年（1481年）中式辛丑科會試第三十四名，三甲第一百三十四名進士。曾官江西兵備副使。

## 家族
曾祖李孝祥；祖父李海；曾任教諭。前母董氏、母張氏。永感下。

## 著作
有《挹清轩集》十二卷。